# Julius Erving Award
Il Julius Erving Award è un premio conferito ogni anno dalla Naismith Memorial Basketball Hall of Fame alla miglior ala piccola di sesso maschile dell'anno, che gioca nel campionato di pallacanestro NCAA Division I
È intitolato al cestista Julius Erving, una delle più grandi ali piccole di tutti i tempi.

## Vincitori
- 2015 - Stanley Johnson,  Arizona Wildcats
- 2016 - Denzel Valentine,  MSU Spartans
- 2017 - Josh Hart,  Villanova Wildcats
- 2018 - Mikal Bridges,  Villanova Wildcats
- 2019 -  Rui Hachimura,  Gonzaga Bulldogs
- 2020 - Saddiq Bey,  Villanova Wildcats
- 2021 - Corey Kispert,  Gonzaga Bulldogs
- 2022 - Wendell Moore,  Duke Blue Devils
- 2023 - Jalen Wilson,  Kansas Jayhawks
- 2024 - Dalton Knecht,  Tenn. Volunteers
- 2025 - Cooper Flagg,  Duke Blue Devils